# Tegal Alur
Tegal Alur is een plaats (wijk - kelurahan) in het onderdistrict Kalideres in het bestuurlijke gebied Jakarta Barat (West-Jakarta) in de provincie Jakarta, Indonesië. De plaats telt 95.675 inwoners (volkstelling 2010).